# Sanlúcar la Mayor
Sanlúcar la Major és un municipi sevillà pertanyent a la comarca de l'Aljarafe, Andalusia (Espanya). Està situat a uns 18 km a l'oest de Sevilla capital. El poble està situat a 148 msnm (amidat a Alacant). El seu clima és mediterrani sec. És cap de partit judicial i centre neuràlgic de l'alt Aljarafe.

## Demografia
| Evolució demogràfica | Evolució demogràfica | Evolució demogràfica | Evolució demogràfica | Evolució demogràfica | Evolució demogràfica | Evolució demogràfica | Evolució demogràfica | Evolució demogràfica | Evolució demogràfica | Evolució demogràfica |       |       |       |       |       |        |
| 1787                 | 1842                 | 1860                 | 1877                 | 1887                 | 1897                 | 1900                 | 1910                 | 1920                 | 1930                 | 1940                 | 1950  | 1960  | 1970  | 1981  | 1991  | 2001   |
| -------------------- | -------------------- | -------------------- | -------------------- | -------------------- | -------------------- | -------------------- | -------------------- | -------------------- | -------------------- | -------------------- | ----- | ----- | ----- | ----- | ----- | ------ |
| 2.181                | 2.245                | 3.726                | 3.776                | 4.336                | 4.225                | 4.367                | 4.310                | 4.515                | 4.992                | 5.458                | 5.954 | 6.149 | 6.610 | 7.758 | 9.434 | 10.858 |

## Política
| Període      | Nom de l'alcalde/-essa     | Partit polític           | Data de possessió |
| ------------ | -------------------------- | ------------------------ | ----------------- |
| 1979 - 1983  | José Luis Morillo          | Independent              | 19/04/1979        |
| 1983 - 1987  | José Luis Morillo          | Independent              | 28/05/1983        |
| 1987 - 1991  | Eustaquio Castaño Salado   | Independent              | 30/06/1987        |
| 1991 - 1995  | Eustaquio Castaño Salado   | Independent              | 15/06/1991        |
| 1995 - 1999  | Eustaquio Castaño Salado   | Independent              | 17/06/1995        |
| 1999 - 2003  | Eustaquio Castaño Salado   | PP                       | 03/07/1999        |
| 2003 - 2007  | Juan Escámez Luque         | PSOE                     | 14/06/2003        |
| 2007 - 2011  | Juan Escámez Luque         | PSOE                     | 16/06/2007        |
| 2011 - 2015  | Juan Antonio Naranjo Rioja | Alternativa por Sanlúcar | 11/06/2011        |
| 2015 - 2019  | n/d                        | n/d                      | 13/06/2015        |
| 2019 - 2023  | n/d                        | n/d                      | 15/06/2019        |
| Des del 2023 | n/d                        | n/d                      | 17/06/2023        |